# Dapanoptera percelestis
Dapanoptera percelestis är en tvåvingeart som först beskrevs av Alexander 1959.  Dapanoptera percelestis ingår i släktet Dapanoptera och familjen småharkrankar. Inga underarter finns listade i Catalogue of Life.